# Uzsoki Utcai Kórház
A Budapesti Uzsoki Utcai Kórház a Semmelweis Egyetem Általános Orvostudományi Karának gyakorló kórháza Zuglóban.

## Története
Az Uzsoki utca (akkori nevén Jókai utca) 29. szám alatti telken 1901-ben Kármán Géza Aladár és Ullmann Gyula tervei szerint épült 14 000 m² alapterületű szecessziós téglaépület izraelita leányárvaháznak adott otthont. Ennek a helyén nyílt meg 1927. április 28-án az Országos Munkásbiztosító Pénztár Központi Kórháza. Első igazgatója 1929-ig dr. Lévai József sebész főorvos, udvari tanácsos volt.
Itt alakult meg 1928-ban 50 ággyal az első baleseti sebészeti osztály dr. Hedri Endre, az első bajmegállapító osztály dr. Csépai Károly, majd 1932-ben az első rádiumos osztály, dr. Kisfaludy Pál vezetésével. A kórház 1930-ban már 520 ággyal működött, amikor dr. Tasnády-Székely Béla nőgyógyász főorvos lett az igazgató. A kor színvonalának megfelelő fejlesztést végzett a sürgős megnyitásból adódó hiányosságok felszámolására. A műtőkbe nagy teljesítményű autoklávokat, olajpumpás műtőasztalokat szerzett be, a kéziműszer-készletet kiegészítette, és kisebb kórtermeket alakíttatott ki. 1932-ben Onkoradiológiai Szakambulanciát hoztak létre 14 ággyal. Az Intézet ezután már nagy műtéteket is vállalhatott. Az önálló Baleseti Kórház 1940-es megnyitásakor az Uzsokiból a Traumatológiai Osztályt áthelyezték a Fiumei úti blokkba.
A második világháború alatt a kórházakat állami irányítás alá helyezték. Budapest ostroma során az Uzsoki Kórházat szovjet katonák ápolására vették igénybe, s a kerület polgári betegeit a Telepes utcai iskola épületében kialakított, 40 ágyas szükségkórházban gyógyították. Az Ideiglenes Nemzeti Kormány a betegsegélyező pénztárak önkormányzati jogát helyreállította, s a gyors helyreállítás dr. Ambrus Pál, majd dr. Halász István főorvosok igazgatása alatt megindult. 1948-tól 1957-ig dr. Farkas Károly patológus főorvos vezette a kórházat. A költségvetési gazdálkodásra történő áttérés a fejlődést lelassította. Az államosítás a felekezeti intézményeket is érintette, így az Amerikai út 55. sz. alatti Zsidó Szeretetkórház 125 ágyas Tüdőgyógyászatát az Uzsokihoz csatolták. 1957-ben dr. Szántó Sándor tüdőgyógyász főorvost nevezték ki igazgatóvá. Az épület belső felújítása, a műszerpark bővítése, onkológiai sugárforrás beszerzése, új Központi Labor kialakítása, s emeletráépítéssel a főépület kapacitás növelése, a Mexikói út 67. sz. alatt Ortopédia és Utókezelő létesítése (a Nyomorék Gyermekek Intézete épületében) bizonyították az intézményvezetés sikerét. A fejlődést az Ideggyógyászati Osztály, Szemészeti Ambulancia, Intenzívterápiás Osztály kialakítása jellemzi. 1967–91 között a kórház dr. Weil Emil nevét viselte. 124 ággyal belgyógyászati pavilont építettek, s az intézmény Ortopédia traumatológiai profillal bővült. Szántó doktor 1975-ös nyugalomba vonulása után, 1976–77-ben dr. Sinkovits Mátyás volt szakrendelő-vezető nyert igazgatói kinevezést. A fekvő- és járóbeteg-ellátás vezetésének egyesítése 1977. január 1-jével lépett életbe. A Szakrendelő vezetését dr. Schindler Jenő, az üzemorvosi vezetést dr. Koffler Sándor főigazgató-helyettesek látták el. 1977-től 1982-ig – dr. Vidosfalvy Magda igazgatása alatt – a sebészeti osztályokat egyesítették, az érsebészeti tevékenység is beindult. Az Intenzív Osztály bővítése, az Onkológiai Ambulancia építése, a sugárkezeléshez szükséges új kobaltágyú telepítése jelentős előrelépést jelentett. A Hungária körút 167. sz. alatti Chevra Kadisa Aggok Menházából 40 ágy utókezelőként a kórházhoz került. 1982–1990 között dr. Szendrényi János főorvos volt az igazgató. Megtörtént a sebészeti, gégészeti, nőgyógyászati, urológiai műtők korszerűsítése, endoszkópos labor, dializáló-állomás, gyermekortopédia, nívós szemészeti ambulancia, mammográfiai vizsgáló létesült. A kétemeletes Onkoradiológiai hotel és a kezelő megépítése nagyot lenditett a daganatos betegek ellátása terén. A Hungária krt. 177. sz. alatti kétemeletes épületben Krónikus Belgyógyászati Rehabilitációs Osztályok nyíltak. Elkészült az Örs vezér terei Szakrendelő. Sterilizálóautomaták, vegyi- és hematológiai automaták beszerzése, és az ultrahang-diagnosztika bővítése az orvostechnika fejlődését fémjelezte.
A rendszerváltás után,  1990-ben dr. Szegedy László ideggyógyász főorvos választás útján kerülhetett az igazgatói székbe, aki emellett tovább vezette a Neurológiai Osztályt. Az intézmény fejlődését az Izotópdiagnosztikai Osztály, az Angiográfiás Labor, a Központi Sterilizáló Állomás és a sugárforrások korszerűsítése, ún. „after loading” működtetése jellemezte. A Sebészeti-Érsebészeti Osztályon bevezették az endoszkópos műtéteket.

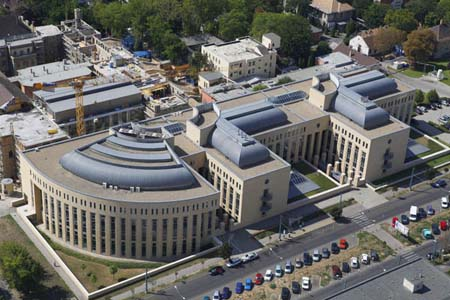
A Róna utcai tömb (2001) felülről

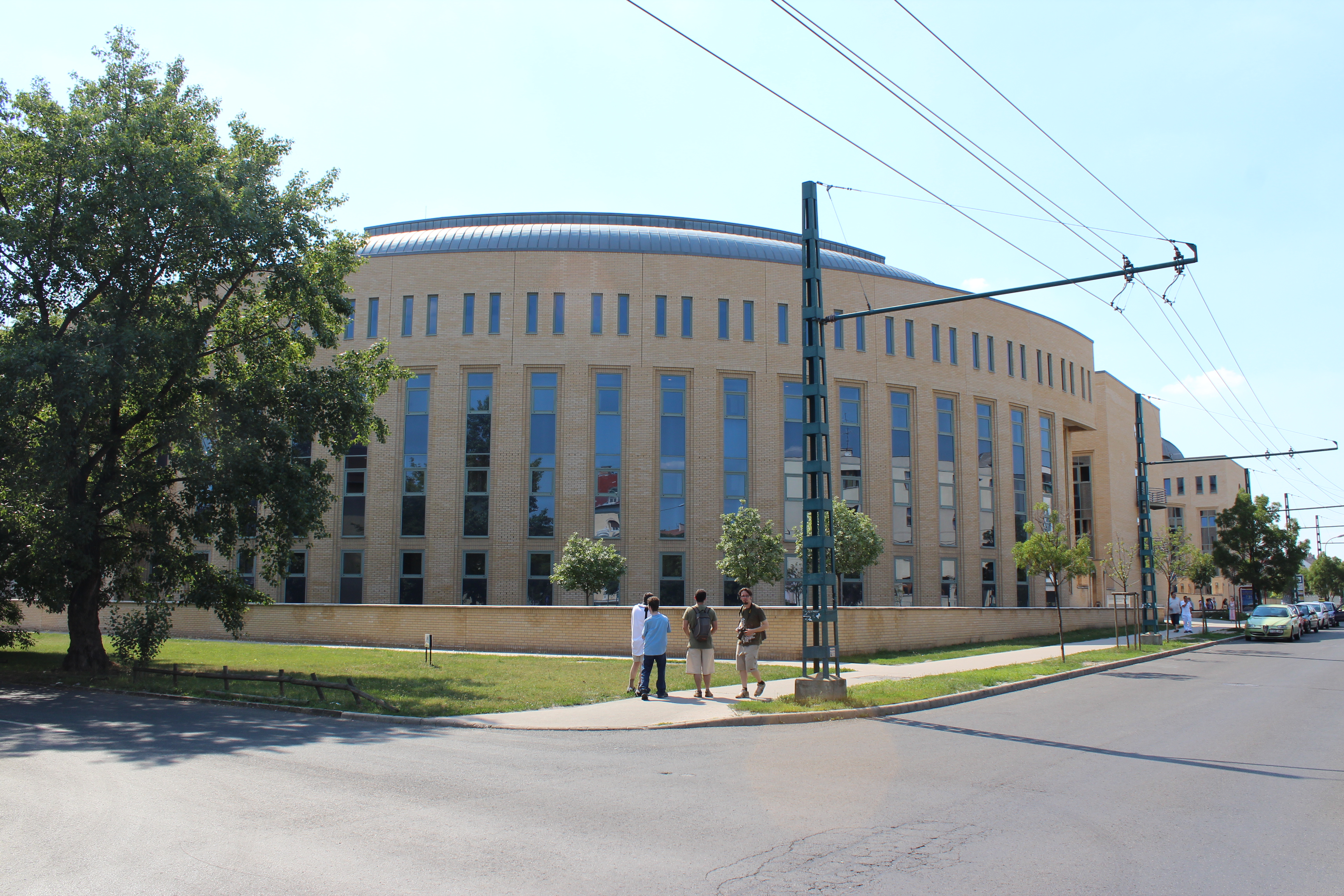
A Róna utcai tömb

A kialakult zsúfoltság megoldására a Fővárosi Önkormányzat megszavazta a kórház teljeskörű rekonstrukcióját. A rekonstrukció I. ütemében 1997-2001 között megépítésre került a Róna utca Korong utca sarkán lévő új épülettömb. Ennek átadására 2001. november 16-án ünnepélyes keretek között került sor. A rekonstrukció II. ütemében 2008-2011 között teljeskörű felújításra került az intézmény régi főépülete (Uzsoki utca felől). Ennek ünnepélyes átadására 2011. március 1-én került sor. Az intézmény rekonstrukciója az Európai Unió és a magyar állam támogatásával valósult meg. Dr. Szegedy nyugdíjba vonulása után dr. Golub Iván belgyógyász osztályvezető főorvos, a Kórházszövetség későbbi elnöke lett az intézmény vezetője. Kálmánné Juhász Ilona gazdasági igazgató, dr. Varga József orvos-igazgató, Horváthné Zsedényi Mária ápolási igazgató erős intézményi támogatottsággal kerültek új posztjukra. Dr. Bottyán Erik helyettes orvos-igazgató az intézmény minőségügyi rendszere kiépítését is irányította. Dr. Golub 2012. december 1-jén nyugalomba vonult, az intézmény főigazgatói posztját azóta dr. Ficzere Andrea tölti be.

## Felépítése
A kórház napjainkban 17 gyógyító, négy diagnosztikus osztállyal és több részleggel, három telephelyen működik:
- Az Uzsoki utcai főépületben a szemészeti, sebészeti, nőgyógyászati-szülészeti, fül-orr-gégészeti, ortopédiai-traumatológiai, urológiai, ideggyógyászati, az I. és III. belgyógyászati, radiológiai, patológiai és izotópdiagnosztikai osztályok.
- Ugyanott, ám külön épületekben működnek az onkoradiológiai, II. belgyógyászati, tüdőgyógyászati osztályok és a központi laboratórium
- A Hungária körút 167-169. szám alatt az I. és II. Belgyógyászati-rehabilitációs osztályok és a Krónikus-belgyógyászati osztály → Chevra Kadisa Aggok Menháza
- A Tüdőgondozó és Tüdőszűrő Állomás, valamint az Onkológiai Gondozó az Amerikai út 50. szám alatt